# Marco Mengon
Marco Mengon (Trento, 3 de enero del 2000) es un jugador de balonmano italiano que juega de central en el Sélestat Alsace HB. Es internacional con la selección de balonmano de Italia.
Su primer gran campeonato con la selección fue el Campeonato Mundial de Balonmano Masculino de 2025.
Es el hermano mellizo del también balonmanista Simone Mengon.

## Palmarés

### Montpellier
- Liga de Campeones de la EHF (1): 2018

## Clubes
| Club                                     | País    | Año         |
| ---------------------------------------- | ------- | ----------- |
| Montpellier Handball                     | Francia | 2017 - 2020 |
| Cesson-Rennes MHB                        | Francia | 2020 - 2023 |
| Sarrebourg Moselle Sud Handball (cedido) | Francia | 2022 - 2023 |
| Sélestat Alsace HB                       | Francia | 2023 - Act. |